# به زبان روسی
به زبان روسی (انگلیسی: Nello Russo؛ زادهٔ ۱۱ مهٔ ۱۹۸۱) بازیکن فوتبال اهل ایتالیا است.
از باشگاه‌هایی که در آن بازی کرده‌است می‌توان به باشگاه فوتبال اینتر میلان، باشگاه فوتبال اسپتزیا، باشگاه فوتبال پادوا، باشگاه فوتبال کروتونه، باشگاه فوتبال مونتسا، باشگاه فوتبال آ. ث. لومتزانه، باشگاه فوتبال دلفینو پسکارا، و باشگاه فوتبال اتلتیکو آرتزو اشاره کرد.
وی همچنین در تیم ملی فوتبال Italy U15 بازی کرده‌است.